# Bad Rodach
Bad Rodach er en by i i Landkreis Coburg i Regierungsbezirk Oberfranken i den tyske delstat Bayern. Bad Rodach er en kurby med de varmeste kilder i det nordlige Bayern.

## Geografi
Bad Rodach ligger i det det nordlige Bayern tæt ved grænsen til Thüringen. Den ligger cirka 18 kilometer nordvest for Coburg mellem Lange Berge i øst og Gleichberge i vest, ved floden Rodach.

### Bydele og landsbyer
I Bad Rodach ligger ud over hovedbyen følgende landsbyer og bebyggelser:
| - Altmühle - Breitenau - Carlshan - Elsa - Grattstadt - Gauerstadt | - Hainmühle - Heldritt - Lempertshausen - Mährenhausen - Neumühle - Niederndorf | - Oettingshausen - Roßfeld - Rudelsdorf - Schweighof - Sülzfeld |